# لوس تشونيروس
لوس تشونيروس (بالإسبانية: Los Choneros) هي منظمة إجرامية إكوادورية تُصنّف كواحدة من أخطر عصابات المخدرات في أمريكا الجنوبية. تأسست في سجون الإكوادور أوائل التسعينيات، وازداد نفوذها بشكل لافت بعد عام 2018، لتصبح المُهيمن الرئيسي على تهريب الكوكايين عبر الموانئ الإكوادورية، وخاصة ميناء غواياكيل.

## التاريخ

#### النشأة (1990–2010)
نشأت العصابة داخل سجن "لا روكا" في غواياكيل كتحالف لحماية السجناء من الفئات الفقيرة. اشتُق اسم "تشونيروس" من منطقة "تشون" الزراعية في مقاطعة مانابي، معقل الأعضاء المؤسسين. بحلول عام 2005، سيطرت على 40% من أنشطة الابتزاز داخل السجون الإكوادورية وفقًا لتقارير وزارة العدل.

#### التوسع (2011–2020)
تحوّلت إلى منظمة عابرة للحدود تحت قيادة خوسيه أدولفو ماسياس فيلامار (المعروف بـ"فيتو")، الذي أقام:
- تحالفات مع كارتل سينالوا المكسيكي لتهريب الكوكايين البيروفي.
- شبكة غسيل أموال عبر شركات تصدير الموز في غواياكيل.
- فرق اغتيال ("لوس فاتاليس") لتصفية المنافسين.[3]

#### الذروة (2021–الحاضر)
تصاعدت قوة العصابة بعد:
1. هروب "فيتو" من السجن في فبراير 2023.
2. اغتيال المرشح الرئاسي فرناندو فيلافيسينسيو في أغسطس 2023.
3. إعلان الحكومة حالة الطوارئ في يناير 2024 بعد هجمات شملت تفجير 7 محطات شرطة.

## الهيكل التنظيمي
| الفرع           | المسؤوليات                    | مناطق النفوذ          |
| --------------- | ----------------------------- | --------------------- |
| جناح العمليات   | الاغتيالات، حماية القادة      | غواياكيل، إزميرالداس  |
| جناح اللوجستيات | تهريب المخدرات، الرشى         | موانئ غواياكيل، مانتا |
| جناح المالية    | غسيل الأموال، الابتزاز        | كيتو، كوينكا          |
| جناح السيبراني  | التهديدات الإلكترونية، التجسس | كافة المناطق          |

## الأنشطة الإجرامية

#### 1. تهريب المخدرات
- تُهرب 65–70 طنًا من الكوكايين سنويًا عبر الموانئ الإكوادورية (مصدر: تقرير الأمم المتحدة 2024).
- تستغل شحنات:
  - الموز (43% من الصادرات الوطنية).
  - الأسماك المُجمدة.
  - الزهور.

#### 2. العنف والترهيب
- نفذت 1,200 عملية اغتيال بين 2020–2024 (مصدر: مرصد الجريمة بالإكوادور).
- أساليب مبتكرة:
  - تعليق الجثث على جسور رئيسية.
  - تفجير محطات كهرباء لشلّ المدن.
  - بث فيديو عمليات الاغتيال على تطبيق "تليغرام".

#### 3. الفساد المؤسسي
- وفقًا لمكتب المدعي العام:
  - 30% من ضباط الشرطة في غواياكيل تحت التحقيق بتهم التواطؤ.
  - رشوة مسؤولين جمركيين لتمرير حاويات مخدرات.

## التحالفات الدولية
| العصابة/الكارتل         | طبيعة التحالف                            |
| ----------------------- | ---------------------------------------- |
| كارتل سينالوا (المكسيك) | تزويد بالأسلحة مقابل الكوكايين           |
| لوس لوبوس (بيرو)        | تمويل مختبرات الكوكايين في وادي أبوريماك |
| عصابات ألبانية (أوروبا) | توزيع المخدرات في إسبانيا وإيطاليا       |

## المواجهات الأمنية
- أغسطس 2023: اغتيال فيلافيسينسيو أدى إلى تدخل وكالة مكافحة المخدرات الأمريكية (DEA).
- يناير 2024: عملية "فينيكس" العسكرية أسفرت عن:
  - اعتقال 1,800 مشتبه به.
  - اغتيال القائد الثاني للعصابة "كارلوس أنخيل لوبيز" (المعروف بـ"الخنزير").
- مايو 2024: ضبط 5.3 طن كوكايين في سفينة شحن متجهة لهولندا.

### التأثير الاجتماعي
- النزوح: فرار 120,000 شخص من غواياكيل منذ 2022 (مفوضية اللاجئين).
- الاقتصاد: خسائر بقيمة 7.4 مليار دولار في قطاع التصدير (2023–2024).
- الشباب: تجنيد 8,000 مراهق تحت تهديد السلاح وفق منظمة "سيف ذا تشلدرن".

### 📰 تقارير إخبارية وتحقيقات
1. قناة الجزيرة:
  - الإكوادور تعتقل العشرات عقب مهاجمة عصابات لمستشفى - تفاصيل هجوم يناير 2024 1.
  - تسليم "فيتو" للولايات المتحدة - تغطية عملية التسليم يوليو 2025 5.
2. بي بي سي عربي:
  - اقتحام محطة تلفزيون وإعلان الطوارئ - تحليل لأزمة يناير 2024 وعلاقتها بهروب "فيتو" 2.
3. العربي الجديد:
  - عصابات الإكوادور... مجتمع مسالم ضحية تهريب المخدرات - تحقيق عن تحول الإكوادور إلى "منطقة حرب" 12.
4. سويس إنفو:
  - الإكوادور ملاذ آمن اجتاحه العنف - دور المافيا الأوروبية في تهريب الكوكايين 9.

### 🎥 وثائقيات ومصادر بصرية
1. قناة الجزيرة الوثائقية:
  - تقرير خاص: حرب الإكوادور على المخدرات - فيلم وثائقي عن اختراق العصابات للمؤسسات (2024).
2. فيديو TC Televisión:
  - اقتحام الاستوديو مباشر - لقطات الهجوم المسلح أثناء البث الحي (يناير 2024) 213.

### 📊 قواعد بيانات وأبحاث أكاديمية
1. جامعة سان فرانسيسكو دي كيتو:
  - قاعدة بيانات الجريمة المنظمة - إحصائيات عن اغتيالات 2023-2025 وتحالفات العصابات 12.
2. مركز "سيراك" الكولومبي:
  - تقرير "كلفة التهريب في الإكوادور" - مقارنة بين عمليات الكارتلات في كولومبيا والإكوادور 9.

### 📑 مصادر دولية
1. يوروبول:
  - توسع العصابات الإكوادورية في أوروبا - تحالفات مع المافيا الألبانية في إسبانيا وإيطاليا (2024) 12.
2. وكالة مكافحة المخدرات الأمريكية (DEA):
  - ملف "فيتو" والتعاون مع سينالوا - تحقيقات مشتركة مع الإكوادور